# GLONASS

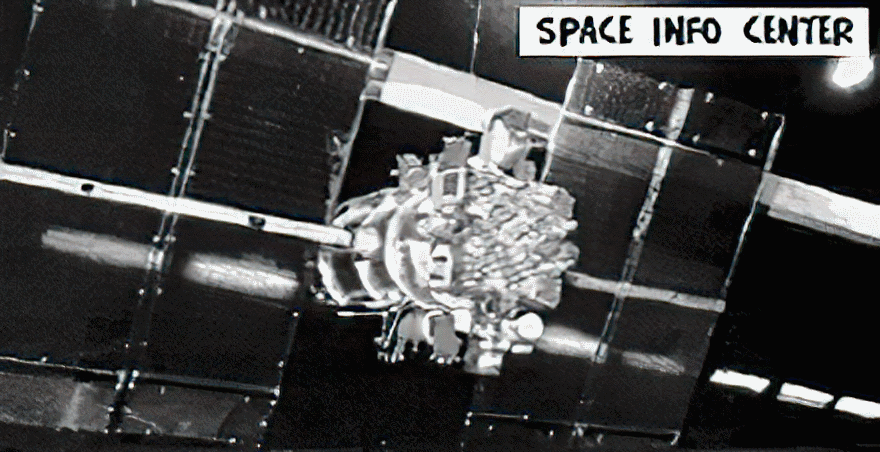
GLONASS

GLONASS（グロナス、ロシア語: ГЛОНАСС - ГЛОбальная НАвигационная Спутниковая Система、ラテン文字転記: GLObal'naya NAvigatsionnaya Sputnikovaya Sistema、英語: Global Navigation Satellite System）は、かつてのソビエト連邦が開発し、現在はロシア航空宇宙軍によりロシア政府が運用している全地球測位衛星システムである。アメリカ合衆国によって運用されているGPSや、欧州連合（EU）のガリレオ等に対応する、ロシアの全地球測位衛星システムである。
GLONASSの開発は1976年に始められ、全世界を1991年までにサービス範囲に収めることを目標としていた。人工衛星の打ち上げは1982年10月12日から始められ、1996年に24基全ての衛星が運用開始されるまで多数のロケットの打ち上げが行われた。完成後、ロシア経済の崩壊に伴いシステムは急速に能力を失った。
ロシアは2001年からシステムの修復を開始し、近年システムを多角化してインド政府を協力者に迎え、2009年までに全世界をカバーする計画を推進し、2011年に全世界で実用可能となった。

## 目的
GLONASSは、当初はソビエト連邦軍の航法、および弾道ミサイルの照準といった軍事目的での、即時の位置・速度測定のためのシステムとして開発が始められた。高い精度で位置を計算するために2時間の信号処理を必要としたTsikadaシステムを改良した、ソ連の第2世代衛星測位システムである。GLONASSの目的は『地球上およびその周辺で航空機や船舶等あらゆる分野のユーザーに対して全天候型の三次元測位や速度、時刻のサービスを提供すること』とされた。
第1世代のシステムと異なり、GLONASSでは受信機が一度衛星からの信号を受信し始めると、位置測定を瞬時に行うことができる。最大効率の時には、システム標準の位置・時刻精度は、水平位置で57 - 70m、垂直位置で70m、速度ベクトルで15cm/s、時刻伝送は1マイクロ秒とされている（99.7%の可能性で）。

## システム概要

### 軌道特性
GLONASS衛星は、配置が完了した時点では、3つの軌道平面(Orbital plane)上に並べられる合計24基の衛星から構成され、それらの内の21基が信号を送信する運用状態に置かれ、残る3基が予備として待機状態に置かれることになっている。3つの軌道平面の昇交点は120度ずつずれていて、それぞれに8つの衛星が等間隔で配置される。軌道はおおよそ円軌道で、軌道傾斜角は赤道面に対して64.8度であり、19,100kmの高度を1周約11時間15分の公転周期で周回している。軌道平面はそれぞれの間に15度ずつ緯度がずれるようにしてあり、これにより赤道との軌道の交点を3つの軌道平面に属する衛星が同時に通るのではなく、1回に1つずつ通るようになっている。このような配置で21基の衛星が運用状態に置かれると、地球上の97%の地点から常時少なくとも4つの衛星を視野に入れることができるとされ、仮に24基の衛星が運用状態に置かれると、地球上の99%の地点から常時少なくとも5つの衛星を視野に入れることができるとされる。
各衛星は所属する軌道平面と軌道平面内の位置を指定するスロット番号で識別されている。番号1から8が軌道平面1、9から16が軌道平面2、17から24が軌道平面3である。
このようなGLONASS衛星の軌道により、どの衛星も地球上の同一地点上空を8恒星日おきに通過することになる。しかしながら各軌道平面に8つの衛星が配置されているので、1恒星日おきに同一地点上空を衛星が通過する。GPSと比較すれば、GPS衛星は同一地点上空を1恒星日おきに通過している。

### 信号

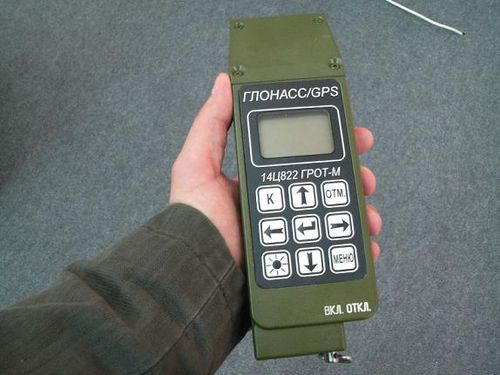
ロシアの軍用GLONASS/GPS統合型受信機

GLONASS衛星は主に2種類の信号を常時送信している。1つは標準精度（SP: Standard Precision）信号であり、もう1つは復号コードが秘匿された高精度（HP: High Precision）信号である。両者とも、すべてのGLONASS衛星が同一のPRN (Pseudo Random Noise) コードを送信している。また、これら2種類の信号に加えて航法メッセージも送信している。
標準精度信号（SPコード）
全ての衛星が同一の符号を標準精度で送信している。L1とL2の周波数帯では、コードチップ率は0.511Mcps、コード長は511chipsであり、コード周期は1ミリ秒である。M系列を使用した短いコードであり、信号捕捉は短時間で行える。L3の周波数帯では、コードチップ率は4.095Mcps、コード長は非公開であり、コード周期は不明である。
高精度信号（HPコード）
高精度でも同じような周波数分割多重で送信している。L1とL2の周波数帯では、コードチップ率は5.11Mcps、コード長は5,110,000chipsであり、コード周期は1秒である。L3の周波数帯では、コードチップ率は4.095Mcps、コード長は非公開であり、コード周期は不明である。高精度信号の詳細な情報は公開されておらず、ロシア軍のような認可された利用者のみが高精度信号の利用が可能である。なおGLONASSシステムのHPコードの周期は1秒なので、米国のGPSのC/AコードとPコードの間のようなHand Over Word(HOW) は不要である。
航法メッセージ
航法メッセージには衛星の軌道情報や健全性情報、補正データなどが含まれる。SPコードとHPコードでは異なるフォーマットが採用され、HPコードの方が長いフォーマットにより情報精度も高くなっている。
SPコードは、1スーパーフレーム（2.5分） ＝ 5フレーム（30秒×5） ＝ 75ストリング（2秒×15×5） であり、1ストリング（2秒） ＝ 100ビット ＝ 200シンボル である。1ストリングは15ビットの時刻マークと（8ビットのパリティを含む）85ビットのデータが含まれる。1シンボルは10ミリ秒であるため、1ストリングは2秒の長さとなる。
軌道情報のように重要な情報はHPコードでの10秒やSPコードでの30秒ごとのように高頻度で繰り返されるが、重要度の低い情報は複数フレームに分散されて送られるため、例えば概略暦を得るにはHPコードでは72フレームから成るスーパーフレームすべてを受信するのに12分かかり、5フレームのSPコードでも2.5分かかる。

### 搬送波周波数
GLONASS衛星は、上記の標準精度信号と高精度信号、それに航法メッセージといった情報にBPSK変調が加えられ、2010年現在はFDMA（周波数分割多重）方式によって、L1からL3までの3つの異なる周波数の搬送波で送信されている。それぞれの搬送波バンドは、12チャンネル（＋技術用途に2チャンネル）に分割使用され、最大24基の衛星が地上から見て常に異なる周波数を受信できるようになっている。
L1バンド
L1バンドと呼ばれる1602.5625MHzを中心とする周波数帯を使っており、中心周波数を計算する式は、kを-7から+6までの各衛星の周波数チャンネル番号とした時、1602 MHz + k × 0.5625 MHzとなっている。信号は38度の円錐状に右旋偏波（right-hand circular polarization）で、等価等方放射電力（EIRP: Equivalent Isotropically Radiated Power）25 - 27dBW（316 - 500W）で送信されている。
最大効率の時に4つの衛星からの標準精度の信号を同時に受信することで、水平位置で57 - 70m、垂直位置で70m、速度ベクトルで15cm/s、時刻伝送は1マイクロ秒の精度を得ることができる。意図的に標準精度信号の精度を落とすSA(Selective Availability) は2010年3月現在まで行われていない。
L2バンド
L2バンドでは1246.000MHzを中心とする周波数帯を使っており、それぞれの中心周波数は1246 MHz + k × 0.4375 MHzで与えられる。
L3バンド
L3バンドでは1204.7040MHzを中心とする周波数帯も 1204.7040 MHz + k × 0.4230 MHzで与えられる周波数が使用されている。2009年のグロナスK衛星から導入されたこのL3バンドには、今後、完全性 (Integrity) 情報、ディファレンシャル補正情報、時刻補正情報を含めるように計画されており、将来はL3バンドの内容が大きく変更される可能性があると公表されている。
L1とL2のバンドでは、SPコードに0.511McpsのBPSK変調が加えられるためにチャンネルごとのメインローブによるバンド幅は1.022MHzとなり、HPコードには5.11McpsのBPSK変調が加えられるためにチャンネルごとのバンド幅は10.22MHzとなる。L3バンドはSPコードとHPコードの両方とも4.095McpsのBPSK変調が加えられるためにバンド幅は8.190MHzである。SPコードのキャリア周波数の間隔が0.4230MHzや0.5625MHzであるため互いに重なり合い、干渉を受けやすい。隣接するSPコードの相互相関は-48dB以下である。L1とL2の両バンドのデータビット率は50sps/bpsである。L3のデータビット率は不明である。

### 座標系
GLONASSでは座標系としてPZ-90という、北極点の位置を1900年から1905年までの測定位置の平均としたものを採用している。これに対してGPSでは、WGS84という1984年時点での北極点の測定位置を元にした測地系を採用している。

### 時系
GLONASS中央局の水素メーザー時計によって基準となる時系が保持されている。UTCとの間には、モスクワとグリニッジとの時差に起因する3時間の差があり、この3時間を別にすれば1ミリ秒以内の差が容認される

### 衛星
Tsikadaシステムと同様に、GLONASS衛星はNPO PMが主導し、Institute for Space Device Engineeringとthe Russian Institute of Radio navigation and Timeの支援で開発された。これもまたTsikadaシステムと同様に、GLONASS衛星の製造はPolet POを主として行われた。
30年を超える開発の過程で、衛星には多くの改良を加えられてきており、いくつかの世代に分けられている。各衛星はウラガン（Uragan、ロシア語で嵐）という言葉に数字を組み合わせた名前が与えられており、また試験衛星にはウラガンにGVM（ロシア語: габаритно-весовой макет、英語: size weight dummy）という略字が組み合わせられた名前が与えられていた。全てのウラガン衛星はGRAU（ロシアミサイル・砲兵局）の識別符号で11F654が与えられており、また各衛星には通例の連番記号でCosmos-NNNNの識別符号が与えられている。

#### 原型機（第0世代）
最初に打ち上げられたGLONASS衛星はブロックIと呼ばれ、原型機とダミーのGVMであった。3機のダミーと18機の原型機が1982年から1985年にかけて打ち上げられている。寿命はわずか1年程と設計されており、実際には平均で14ヶ月ほどの活動期間であった。

#### 第1世代
ウラガン衛星群の実用上最初の世代は、3軸安定化された重量1,250kgのもので、衛星コンステレーション内での再配置が可能なように簡単な推進システムが備えられていた。さらにブロックIIa、IIb、IIvに分けられ、それぞれのブロック内でも漸進的に改良が行われている。
6つのブロックIIaの衛星は、原型機より改良された時刻・周波数精度と周波数安定性を持っており、1985年から1986年に掛けて打ち上げられた。これらの衛星は平均16ヶ月の活動期間であった。ブロックIIbの衛星は2年の寿命で設計されており、1987年に登場して全部で12機が打ち上げられたが、その半分は打ち上げの失敗で失われた。軌道投入に成功した6機の衛星は平均でほぼ22ヶ月間活動した。
ブロックIIvは、第2世代の中でもっとも多数が製造された衛星である。主に1988年から2000年まで使用されたが、2005年までの打ち上げにも一部含まれており、合計で25機が打ち上げられた。設計寿命は3年であるが、多くの衛星がこれを超えて、後期の衛星の中には68ヶ月稼動したものもあった。
ブロックIIの衛星は典型的には、バイコヌール宇宙基地からプロトンK Blok-DM-2ロケットまたはプロトンK Briz-Mロケットを使って、3機一度に打ち上げられた。例外は、2回の打ち上げでGLONASS衛星1機の代わりにEtalon測地用反射体衛星（geodetic reflector satellite）が搭載された時である。

#### 第2世代
第2世代の衛星は、ウラガンM（あるいはGLONASS-M）と呼ばれ、1990年に開発が開始されて2001年に初めて打ち上げられた。
これらの衛星はかなり長い7年の寿命を持っており、またわずかに重くなって1,480kgとなった。直径およそ2.4m、高さ3.7mあり、太陽電池パネルは広げると7.2mで、打ち上げ時点では1,600ワットの発電能力がある。後部の搭載物構造に12の主アンテナをLバンド送信用に備えている。レーザー用コーナーキューブリフレクタを正確な軌道決定と測地研究のために搭載している。セシウム時計が搭載されていて時刻を刻んでいる。
精度の向上のためソフトウェアのアップデート計画がある。またCDMA信号に対応したものもある。
2015年7月に最終号機である61号機の製造を持って次世代のGLONASS-KおよびK2に生産が移行しGLONASS-Mの製造は終了した。
第1世代と同様に、第2世代でも3機同時にプロトンK Blok-DM-2ロケットまたはプロトンK Briz-Mロケットで打ち上げられた。

#### 第3世代
第3世代の衛星は、ウラガンK（GLONASS-K）と呼ばれている。これらの衛星は10年から12年の寿命で設計されており、重量は削減されて750kg、またLバンドの追加の位置測定信号を提供することになっている。以前の衛星と同様に、3軸安定化されており天底追尾型（nadir pointing、常に地球の方向を向いている）で2つの太陽電池パネルを備えている。第3世代は2009年に運用を開始する予定である。FDMA方式に加えCDMA方式の信号も送信することにより他のシステムに比べて大きな利点を有するとしている。
「GLONASS-K」衛星に関する別の情報では、仕様書では保障寿命10年、重量850kg（航法機能部重量260kg）、電源1270W、航法機能部消費電力750W、時計の安定性1×10-13、姿勢制御精度0.5°、太陽光パネルの方向精度1°とされており、救助探索機能も加えられているとされる。グロナス-KからL3バンドの送信が開始されるとされ、セシウムとルビジウムの原子時計が搭載される。2012年以降のいずれかの時点で、グロナス-Kに続いて「GLONASS-KM」衛星が計画されているとされる。
重量が削減されたため、ウラガンKはプレセツク宇宙基地からかなりコストの安いソユーズ2.1aロケットで2機ずつ打ち上げるか、あるいはバイコヌール宇宙基地からプロトンK Briz-Mロケットで6機ずつ打ち上げることができる。

#### 第4世代
GLONASS-Kの発展型。
寿命が10年となり9つのナビゲーション信号を送信し、重量は約1,800KgとGLONASS-K1の2倍の重さになる。
地球の電離層の影響を補正する信号が追加されて精度が3倍に向上する。
打ち上げは2020-2021年に行われる予定で2030年代にGLONASS-K2によりGLONASSシステムが更新される予定。

### 地上管制
GLONASSの地上管制部門は旧ソ連領域内に配置されている。
システム管制センター
システム管制センターはモスクワの南西約70kmにあるロシア宇宙軍管理下のクラスノズナメンスク（Краснозна́менск）宇宙センター内にあり、システム全体の管制と運用が行われている。
中央シンクロナイザー
グロナス時系の管理は、モスクワのシチョルコヴォ（Щёлково, Schelkovo）にある中央シンクロナイザーが行い、水素メーザー原子時計による標準時刻を保持している。中央シンクロナイザーからは少なくとも1日に1度以上の頻度で、電波によって上空に飛来した衛星との距離を数m程の精度で測ると同時に、1×10-13の精度で衛星からの航法信号と自身の原子時計との比較を行い、衛星時計の時刻と位相のオフセット量を決定・予測している。これによる衛星軌道位置の予測計算は24時間分が行われ、その更新送信は1日1回衛星に送られる。衛星時計の補正指示は1日に2回、衛星に送られる。
TT&C局
4つある遠隔測定・追跡・制御（Telemetry, Tracking and Command）局は、サンクトペテルブルク、モスクワのシチョルコヴォ、シベリアのエニセイスク（Yenisseysk）、コムソモリスク・ナ・アムーレ（Komsomolsk-na-Amure）、南アフリカのハルトエベーステック電波天文台に置かれている。そのほか、ニカラグアに設置されることも発表されている。10-15分の観測が毎日それぞれ3-5回行われ、衛星の追尾監視とシステム管制センターからの情報を送信すると同時に2-3mの精度での距離測定を行っている。距離測定値は毎時間ごとにシステム管制センターへと無線で報告される。
レーザー追跡局
TT&C局を補完する目的で5つのレーザー追跡局（量子光学局）が、ロシア国内のコムソモリスク・ナ・アムーレ、カザフスタンのバルハシ (Balkhash) 、ウクライナのEvpatoriaとテルノーピリ（Ternopol）、ウズベキスタンのKitabに置かれ、数cmの精度で衛星までの距離測定が行われる。距離測定値は毎時間ごとにシステム管制センターへと無線で報告される。

## 歴史

### ソ連による開発
1960年代後半から1970年代前半に掛けて、ソ連は新しい衛星測位システムの必要性とその利益を認識していた。ソ連が当時使用していたTsikada衛星測位システムは、固定地点や速度の遅い船などからの利用ではとても高い精度を出すことができたが、位置を確定するために受信機が数時間信号を処理する必要があり、多くの利用目的や、特に新世代の弾道ミサイルの誘導に利用することはできなかった。
1968年から1969年にかけて、ソ連国防省の研究所と科学アカデミー、ソ連海軍は、その陸海空宇宙戦力のための単一の測位システムを開発するために協力を行った。この協力により、1970年にシステム要求事項のドキュメントとしてまとめられた。6年後の1976年12月、「統一衛星測位システムGLONASSの配備について」という題のGLONASSの開発計画が、ソビエト連邦共産党中央委員会とソビエト連邦最高会議幹部会の承認を受けた。
1982年から1991年4月まで、ソ連は合計で43機のGLONASS関連衛星と5機の試験衛星を成功裏に打ち上げた。1991年時点で、2つの軌道平面に12の活動中のGLONASS衛星が存在しており、システムの限定的な利用が可能であった。

### 完成と荒廃
1991年のソビエト連邦の崩壊後、ロシア連邦政府がGLONASSの開発と運用を引き継いだ。1993年9月24日、当時のボリス・エリツィン大統領は正式運用開始を宣言したが、実際に24基の衛星全てが揃って運用を開始したのは1996年1月18日であった。同年にロシア運輸省は、少なくとも今後15年間は自由無償で民生利用のために提供すると発表し、この後、ICAOでも利用が承認された。
完成後6年間、ロシアはシステムの保守を行うことができなかったため、全地球測位システムとしての機能は徐々に失なわれていった。2001年には運用を続けている衛星は最小の6-8機になった。

### 復興と近代化
GLONASSシステムが急速に荒廃しつつあったことに伴い、ロシア政府によって2001年8月20日に"Global' naya Navigatsionnaya Sputnikovaya Sistema"という名の特別目的連邦プログラムが始められた。それによれば、GLONASSシステムは24の衛星が軌道上にあり全地球で測位が可能な完全な配備状態に2011年までに復旧されることになっていた。
ニューヨーク・タイムズは2007年4月、ロシア政府が打ち上げを加速して、2007年には8機の衛星を軌道に投入し、2009年までに全世界での測位可能な状態に到達することを確約したと報じた。マイクロコム・システムズ社はそのウェブサイトで、2007年9月と12月の打ち上げで最後の第2世代衛星6機が打ち上げられ、2008年4月には最初の第3世代衛星2機が打ち上げられるということを報じた。
2007年の打ち上げは10月26日と12月25日に行われた。どちらの打ち上げも成功し全部で6機の衛星を軌道に投入した。打ち上げ後、ロシア初代副首相のセルゲイ・イワノフは、この打ち上げによりGLONASS衛星群は18機に達してロシア全土での測位が可能となり、2010年までには全世界での測位が可能となる24機に到達するであろうと繰り返した。2008年12月の打ち上げにより20基体制となり、システム開発担当者は「必要な信号を受信できる範囲はロシア全域を含め地球全体の約98％に広がる」としている。
2008年には6機の衛星の打ち上げが予定されている。RIAノーボスチによれば、最初の第3世代衛星（GLONASS-K）の打ち上げは2009年に予定されている。

### 民間用信号の公式利用開始
2007年5月18日、ロシアのプーチン大統領は、GLONASSシステムの民間用測位信号を正式に開放して、ロシア及び外国の利用者が無料で制限なく利用できるようにする命令に署名した。大統領はまた、ロシア宇宙機関に民間及び商用の必要に応じてシステムを保守・開発するように連携することを指示した。

### 近年の状況
2011年2月25日、プレセツク宇宙基地より、Soyuz2.1bにより新型のGLONASS-K初号機が成功裏に打ち上げられた。
2011年4月7日には新しいCDMA信号であるL3バンド信号が初めて送信された。
「GLONASSの運用状況」によると2012年2月の時点では、システムは必要な数の衛星が軌道上にあって正常に運用されており、総数31基のうち24基が稼働中で、他は準備状態や予備、メンテナンス中とされていた。
2017年1月からは、ロシア国内で販売する全ての自動車にGLONASS端末の搭載が義務付けられた。
2017年3月31日、軍事産業委員会の専門家委員会の会議において配布された資料によればロスコスモスの開発戦略では2021年から2025年にはグロナス-K2、グロナス-VKKを投入し2026年から2030年にはグロナス-K2、グロナス-VKKの2つをの計30基を動作状態とする計画を立てており、30基とすることで今日1mである精度を0.1mにまで高めることができると報じられた。
2017年4月15日、ロシアのロスコスモス社の副社長、Mikhail Khailov氏は衛星ナビゲーションフォーラムにおいて新しいGLONASS衛星は、新たな符号化された信号を送信する予定であると語った。
2017年6月6日、Reshetnev Information Satellite Systems Companyが最新型のGLONASS-K2の最初の打ち上げが2018年に予定されていると月曜日に同サイトで発表した。
2017年6月6日、運用中の衛星が23基に減少し、システム全体の精度が低下した。報道によると1基のGLONASS-M衛星がメンテナンスのため一時的に停止されたためであるという。軌道には予備衛星が1基、飛行試験段階の衛星が1基、研究用のものが1基存在しているという。該当の衛星は2007年12月に打ち上げられ、2008年1月に稼動したものであった。
2018年4月19日、GLONASS-M No.734の信号が途絶えた。後に復帰したが、耐用年数を超えて運用されているため、6月にNo.756の衛星に置き換えられた。
2018年4月25日、GLONASS-M No.723の信号が途絶えた。これにより動作中の衛星は22基となったが(世界のカバーのためには24基のGLONASS-M衛星が必要であり、ロシアのみに限れば18基が必要)、後に復帰した。
2018年5月1日、GLONASS-M No.743が整備のため軌道を離れた。これにより25基ある衛星の内、運用中の衛星は22基となった(701は飛行試中、2基はシステムより引き出されている)。後に復帰。
2018年6月26日、GLONASS-K No.702が停電しメンテナンス作業のために軌道から一時的に外れた。これによるロシアの領土内の信号の品質劣化などはないが、一部では不具合が生じる可能性があるという。残り23基は意図した通りに軌道上で使用され、1基が運用に入る段階にあり、もう1基は飛行試験中となっている。

## 2014年4月に起きたシステムトラブル
2014年4月1日から4月2日にかけて、GLONASSシステムは約11時間送信を中断した。このためこの間、世界中のGLONASS受信機が完全に使用不能になった。原因は軌道位置や速度などを示す天体暦の誤ったデータをアップロードしたためだった。モスクワ時間の01時にこの天体歴がアクティブとなるのと同時に障害が起き、北半球の地上局上空で各衛星が復旧用のデータと入れ替えるまで12時間近くかかってしまった。この間、世界中の受信者からGLONASSが使えないとの報告が舞い込んだ。その後の報告によれば、約1.5分進んだ時刻の天体暦データが送られていた事が分かった。
4月14日にも8機のGLONASSが約30分間同時に異常な状態になった。GLONASS受信機はこの間、これらのデータを無視した。またGLONASS衛星のうち1機(No. 730)が使えなくなり、メンテナンス状態に入った。こちらの原因は、新しいソフトウェアを開発したプログラマーがいくつかの数学的なミスを犯していたのが原因で、この誤りはすぐに修正された。残された問題も5月中旬までには解決される予定。

## 各国との連帯

### インド政府との協力
2004年1月、ロシア連邦宇宙局はインドの宇宙機関、インド宇宙研究機関と共同事業を発表し、両政府が協力してシステムを修復し、2008年までにロシアとインドの領域を18機の衛星で測位可能にし、2010年までに24機の衛星で完全に利用可能にするとした。
2005年半ばに発表された詳細によれば、ロシアは衛星を製造し、2006年から2008年に掛けてインドのアーンドラ・プラデーシュ州にあるサティシュ・ダワン宇宙センターからインドのGSLVロケットで2機の衛星が打ち上げられることになっている。2007年4月現在、インドはまたこのプロジェクトの一環としての衛星打ち上げを行っていない。
2005年12月のインドのマンモハン・シン首相とロシアのウラジーミル・プーチン大統領の首脳会談で、インドがGLONASS-Kシリーズの開発費用の一部を負担して、2機の新型衛星をインドから打ち上げる代わりに、高精度信号の利用権を得ることで合意した。

### アメリカ政府との協議
2006年12月にモスクワで開かれたGPS-GLONASS相互運用性・互換性ワーキンググループ（WG-1）の会合を受けて、米露両政府のウェブサイトで双方がGLONASSの信号パターンをGPSやガリレオのものと共通なものに変更することがユーザコミュニティにとって利益をもたらすという認識で、重要な前進があったと発表した。GLONASSシステムを、現在の周波数分割多重からGPSやガリレオと同じ符号分割多重（CDMA）へと移行することで、双方の測位システムに両対応した受信機をより簡単に設計することができるようになる。
GPS World誌は、その会合以前にグループは2回会合を持ち、2007年4月に国際衛星フォーラム（International Satellite Forum）2007がモスクワで開かれた時に再度会合を開いて発表を行うと報じていた。

### 中国政府との協力
2015年ごろより、ロシアの民用版 GLONASS システムと中国の北斗航法衛星システムの統合の可能性について討論したとされており、5月に中国とロシアはシステム互換性と相互運用性の協力合意に調印した。
2016年12月、ロスコスモスのイゴール・コマロフ氏は、ロシアと中国がGLONASSと北斗の航法システムの同期化が大きく進展したと発表した。
2017年8月1日、7月31日からロシアと中国は北斗とGLONASSシステムの共同作業の可能性を探求を目的とした2週間にわたる実験「シルクロード」を開始したと発表した。

## 受信機
セプテントリオ（Septentrio）、トプコン、JAVAD、マゼラン・ナビゲーション（Magellan Navigation）、トリンブル・ナビゲーション（Trimble Navigation）がGLONASS信号を受信できる衛星測位システム受信機を製造している。

### Qualcommによる対応
2011年5月23日、Qualcomm は、スマートフォン向けのチップセットでGLONASSの対応を発表した。
以下のチップセットは、GPS 機能の一部として GLONASS を利用する。
Snapdragon S2
- MSM8255, MSM8655, APQ8055
- MSM7630, MSM7230

Snapdragon S3
- MSM8660, MSM8260, APQ8060

Snapdragon S4 Pro
- MSM8960T
- APQ8064

Snapdragon S4 Plus
- MSM8960, MSM8660A, MSM8260A, APQ8060A
- MSM8930, MSM8630, MSM8230, APQ8030
- MSM8627, MSM8227